# Comuna Turînka, Jovkva
Turînka (în ucraineană Туринка) este o comună în raionul Jovkva, regiunea Liov, Ucraina, formată din satele Oplitna, Ruda, Sarnivka, Turînka (reședința) și Veazova.

## Demografie
Componența lingvistică a comunei Turînka
     Ucraineană (99,81%)
     Alte limbi (0,19%)
Conform recensământului din 2001, majoritatea populației comunei Turînka era vorbitoare de ucraineană (99,81%), existând în minoritate și vorbitori de alte limbi.